# Antwort aus der Stille

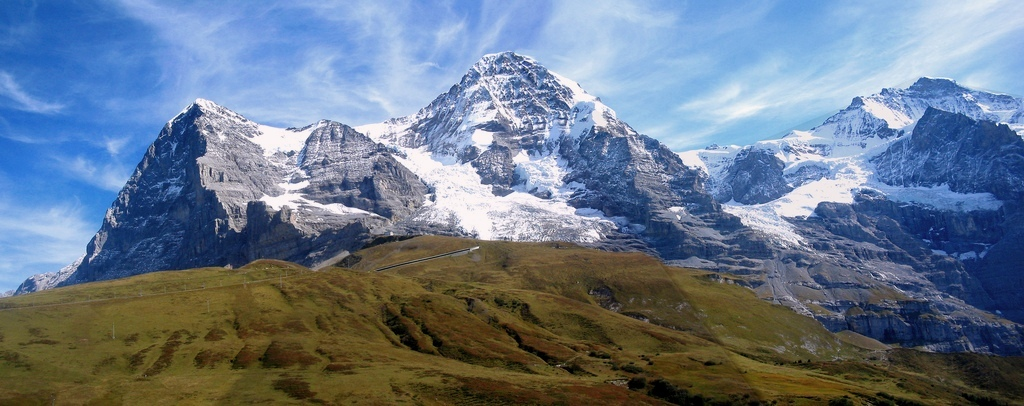
Eiger, Mönch und Jungfrau in den Berner Alpen

Antwort aus der Stille ist eine Erzählung des Schweizer Schriftstellers Max Frisch. Die zweite größere literarische Arbeit des Autors nach Jürg Reinhart erschien im Jahr 1937, als Frisch 26 Jahre alt war, bei der Deutschen Verlags-Anstalt mit dem Untertitel Eine Erzählung aus den Bergen. Später lehnte Frisch das Jugendwerk ab und nahm es nicht in seine Werkausgabe auf. Erst 2009 veröffentlichte der Suhrkamp Verlag eine Neuausgabe mit einem Nachwort von Peter von Matt. Während die Besprechungen der Erstausgabe überwiegend freundlich waren, schlossen sich 72 Jahre später die meisten Rezensenten Frischs skeptischer Haltung zum eigenen Werk an.
Die Erzählung handelt von einem jungen Mann, der zwischen einer außerordentlichen Existenz und einer bürgerlichen Karriere zwiegespalten ist. Indem er sein Leben durch eine heroische Tat aufs Spiel setzt, die Erstbesteigung einer Bergroute, verschafft er sich Klarheit über seine Zukunft und gelangt zur Erkenntnis, dass auch das gewöhnlichste Leben wert sei, gelebt zu werden. Antwort aus der Stille ist sowohl durch Frischs eigene, im Text autobiografisch verarbeitete Lebenssituation als auch durch zeitgeschichtliche Einflüsse der 1930er Jahre geprägt. Der Stil ist noch deutlich lyrischer als in Frischs späterer Prosa. Dennoch lassen sich bereits in der frühen Erzählung Grundthemen des folgenden Werks ausmachen, so der Ausbruch aus der bürgerlichen Welt und die Sehnsucht nach einer zeitlich begrenzten Liebe ohne Konsequenzen. 

## Inhalt

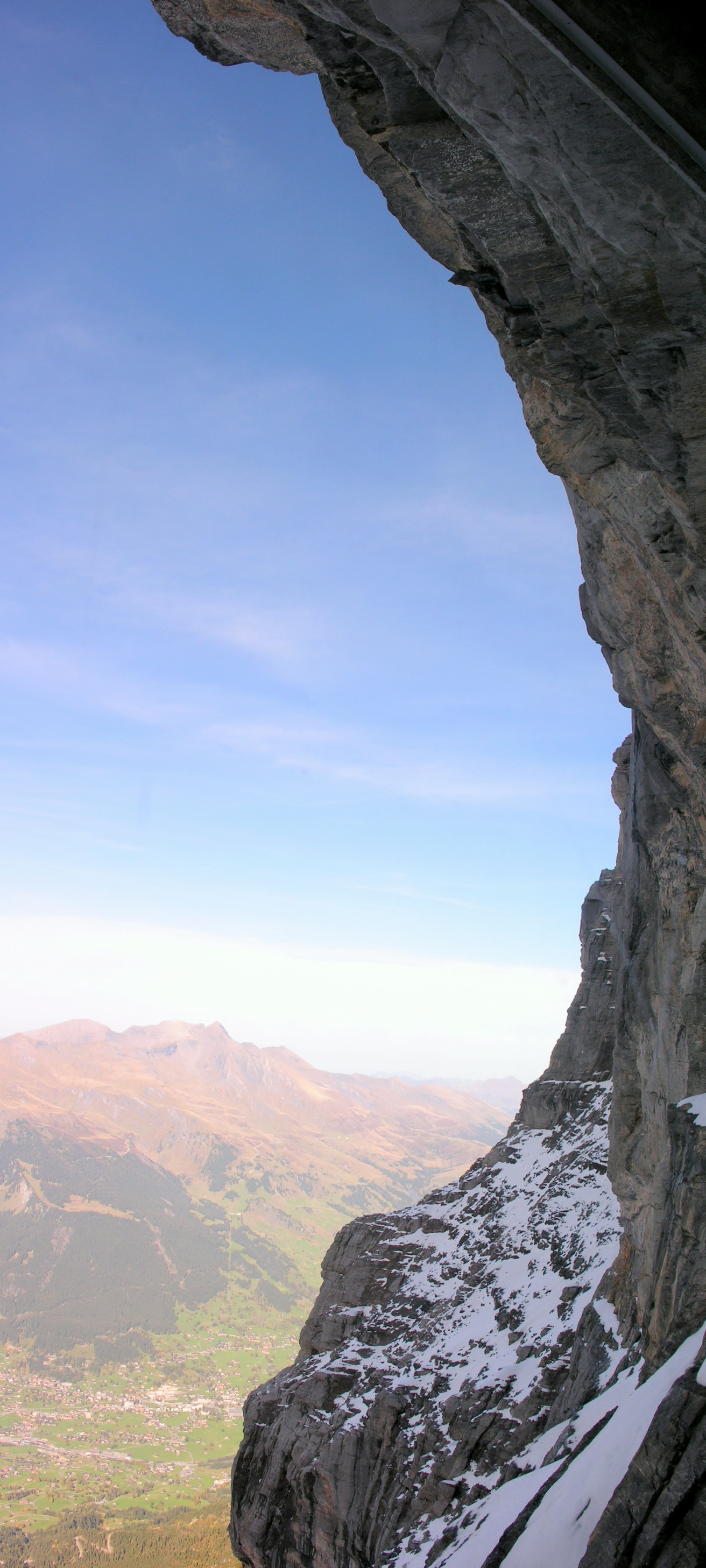
Blick von der Eiger-Nordwand

Dr. phil. Balz Leuthold ist Lehrer, 30 Jahre alt und befindet sich in einer Lebenskrise. Von Jugend an verachtete er das Gewöhnliche, Mittelmäßige, hielt sich selbst für außerordentlich und genial. Unklar blieb nur, in welchem Gebiet sich seine Genialität zeigen sollte. Mit dem Verlauf der Zeit erhielt sich seine Verachtung des bürgerlichen Lebens, doch zerrannen immer mehr Versuche, Außerordentliches zuwege zu bringen. Obwohl das Scheitern seines ganzen Lebensentwurfs droht, verspürt Leuthold nicht einmal Verzweiflung, bloß Leere. Zwei Wochen vor der Hochzeit mit seiner 21-jährigen Verlobten Barbara bricht Leuthold aus und fährt in die Berge. Hier will er endlich seine außergewöhnliche Leistung vollbringen: die Ersteigung eines Gipfels über den Nordgrat, an dem bislang alle anderen Bergsteiger scheiterten, viele von ihnen kamen bei Versuchen ums Leben. Die männliche Tat oder der Tod, so formuliert Leuthold seine Alternativen.
Erinnerungen an eine frühere Bergtour des damals 17-jährigen Balz mit seinem älteren Bruder werden aufgewühlt. Leuthold bereut den Entschluss, die Landschaft seiner Vergangenheit wieder aufgesucht zu haben, die ihm nun klein vorkommt. Doch bei einer Wanderung gelingt ihm für einen Moment die Rückkehr in die Kindheit, er schnitzt ein Holzschiff und spielt selbstvergessen an einem Gebirgsbach. Als er realisiert, dass er von Irene, einer 28-jährigen Dänin aus seiner Pension, beobachtet wird, bricht er verschämt ab. Von nun an ist er fixiert darauf, der scheinbar unbeschwerten, jungen Frau mit dem ständig fröhlichen Lachen zu imponieren. Er brüstet sich vor ihr mit wagemutiger Kletterei. Sie begreift den Sinn seines Ehrgeizes nicht, doch der Mann, der offenbar mit seinem Leben nicht glücklich werden kann, rührt sie.
Irene begleitet Leuthold zum Ochsenjoch, am Fuß des Nordgrats. Dort verbringen sie eine Liebesnacht im Zelt. Beide verspüren die Sehnsucht, auszubrechen und ein wirkliches Leben zu leben, ein Leben, das jeden Tag auskostet, und dennoch die Trennung einschließt, ehe es zur Gewöhnung und zum Alltag kommt. Auch Irene gesteht, dass sie ein Leben führt, das sie hinter sich lassen will: zu Hause wartet ein todkranker Ehemann auf ihre Rückkehr, dessen Gegenwart, seinen Tod vor Augen, sie nicht länger erträgt. Als Irene am nächsten Morgen aufwacht, ist Leuthold verschwunden. Nach ihrer Beichte ist er noch in der Nacht zur Gipfelbesteigung aufgebrochen.
Drei Tage bleibt Leuthold verschollen, das Wetter ist längst umgeschlagen. Einheimische Bergsteiger suchen ihn bereits, um seine Leiche zu bergen. Barbara ist angekommen und bangt an der Seite von Irene um ihren Verlobten, den sie, wie sie gesteht, nie hat lieben können. Am dritten Tag taucht Leuthold wieder auf. Er wirkt wie ein Gespenst, mehrere seiner Gliedmaßen sind erfroren. Dass er den Gipfel erreicht hat, tut er ab. Wichtiger ist, dass er die Antwort aus der Stille erhalten hat: jedes Leben sei lebenswert, auch das gewöhnliche. Selbst mit amputierten Gliedern werde er noch ein guter Lehrer und Vater sein können. Am Ende spürt er Gnade und Dankbarkeit für das Glück des Lebens.

## Form
Die Erzählung Antwort aus der Stille, die einen Umfang von knapp 150 Seiten hat, war für Peter von Matt ein „kleiner Roman“. Ort und Zeit der Handlung werden nicht genannt, das Äußere tritt zurück gegenüber den innerlichen Prozessen. Dabei steht der männliche Protagonist im Zentrum der Erzählung. Zwei Frauenfiguren spielen eine Nebenrolle, ohne den Ablauf grundsätzlich zu beeinflussen. Den Umschlagpunkt der Handlung, die Nacht, in der Leuthold den Aufstieg wagt, markiert eine Zeile, die nur aus Gedankenstrichen besteht. Für von Matt war „diese merkwürdige Zeile […] ein Signal, daß das was hier gesagt werden müßte, sich nicht sagen läßt.“
Die Erzählung hat keinen kontinuierlichen Verlauf, sondern besteht zum Großteil aus einer assoziativen Reihung von Selbstgesprächen, Gedankenabläufen und lyrischen Einsprengseln. Jürgen H. Petersen sah den frühen Frisch stark unter dem Einfluss Albin Zollingers und dessen poetisch metaphorischen Stil stehen, dabei nicht frei von epigonalen Lyrismen. Frisch selbst betonte, das Schreiben sei ihm damals „sehr leicht“ gefallen, doch er distanzierte sich im Nachhinein von vermeintlich „falscher Poetisierung“. Sein späteres Werk zeichnete sich durch einen wesentlich knapperen, unprätentiöseren Stil aus.

## Interpretation
Nach Walburg Schwenke weise der Protagonist Balz Leuthold alle äußeren Kennzeichen einer bürgerlichen Existenz auf: Von Beruf Lehrer, Leutnant in der Schweizer Armee, verlobt, stehe er kurz vor der Heirat. Doch seine inneren Ziele und Sehnsüchte widerstreben dem äußeren Status: Seit seiner Jugend halte er sich für etwas Besonderes, wolle der Eintönigkeit des Lebens das Außergewöhnliche und die besondere Tat entgegensetzen. Kurz bringe Irene Leuthold von seinen Plänen ab. Ihre Zuversicht nehme ihm die Selbstzweifel, verwandle ihn. Zusammen phantasieren sie von einem unbestimmten gemeinsamen Aufbruch, malen sich ein utopisches Leben aus. Die reale Situation Irenes zerstöre die Illusion, führe Leuthold seine und die Gewöhnlichkeit aller Menschen vor Augen, einer Gewöhnlichkeit, der er nur durch die Rückkehr zum gefassten Plan entgehen zu können glaube.
Mit der Bergbesteigung überantworte sich Leuthold dem Schicksal. Zum Gradmesser seiner Zukunft werde die Natur; nicht innerhalb der Gesellschaft könne Leuthold die Antwort auf sein Leben finden, sondern außerhalb, indem er es aufs Spiel setze. Die selbstmörderische Tat reduziere den Widerspruch zwischen einer Künstler- und Bürgerexistenz auf die Alternativen Leben oder Tod, einen Fatalismus, in dem sich die Frage, ob auch ein anderes Leben möglich sei, nicht mehr stelle. Dass der Held nur knapp dem Tod entrinne, bestärke ihn in seinem Überlebenswillen, die ursprüngliche Sehnsucht nach einem besseren Leben weiche dem pathetischen Glück, überhaupt am Leben zu sein. Dem zuvor unauflöslichen Widerspruch zwischen Künstler und Bürger entkomme die Hauptfigur durch einen Reifeprozess. Der Ausgang der Geschichte – die Welt ist sinnvoll und in Ordnung, der Held muss sie bloß erkennen, „erringen“ und annehmen – wurde für Schwenke zu einer Strategie der Problemverdrängung statt der Problemlösung.
Walter Schmitz sah den Protagonisten als unbeholfenen Sonderling im Zentrum von mehreren Gegensätzen: Jugend und Alter, Beruf und Berufung, Liebe und Ehe. Irene und Barbara seien zwei allegorische Frauengestalten, die sich zum Gesamtbild einer Person ergänzen. Leuthold versage darin, Irene durch seine Liebe zu erlösen und flüchte sich in die heldenhaft-stilisierte Bergeinsamkeit. In seiner Schwäche, das erträumte Lebensversprechen umzusetzen, fliehe er in die Bedrohung durch den Tod. Als der Totgeglaubte zurückkehre, sei ein Teil seines Selbst abgestorben: physisch seine Hand als früheres Werkzeug der Tat wie psychisch der Teil seiner selbst, der die vollständige Autonomie angestrebt hatte. Nun benötige Leuthold den Partner zu seiner Ergänzung, wobei Barbara die gleiche Reifung durchgemacht habe wie er selbst. In seinem Bekenntnis zum Lehrerberuf ordne sich der Geläuterte nicht bloß den Regeln der Gesellschaft unter, sondern werde sie in Zukunft selbst propagieren.

## Hintergrund

### Autobiografischer Bezug
Obwohl 1937 noch vier Jahre jünger als seine Hauptfigur Balz Leuthold, befand sich Max Frisch zum Zeitpunkt der Entstehung der Erzählung in einer vergleichbaren Lebenssituation: „Eine Freundin, als wir das Heiraten erwogen, war der Meinung, daß ich nichts erlernt hätte, was man einen Beruf nennen kann, und sie hatte ja nicht unrecht; auch sagte sie nur, was ich selber dachte; aber es war ein Schock, es war zum ersten Mal die ernsthafte Vorstellung, daß das Leben mißlingen kann.“ Die Freundin war Käte Rubensohn, das Vorbild für die spätere Hanna aus Homo faber. Max Frischs Reaktion war die Aufgabe des Germanistikstudiums und die Hinwendung zu einer technischen Laufbahn. 1936 schrieb er sich an der ETH Zürich für ein Architekturstudium ein. Auch dieses war von Selbstzweifeln begleitet: „Mit der Zeit wurde es schwierig als Ältester unter den fast knabenhaften Studenten herumzusitzen, und aus dem Gefühl, seine Zeit verpaßt zu haben, wuchs eine Minderwertigkeitsangst“.
Die Erzählung Antwort aus der Stille ermöglichte Frisch für Walburg Schwenke das Durchspielen eines Festhaltens am Lebensentwurf des Schriftstellers. Indem er Leuthold das bürgerliche Leben am Anfang noch radikal in Frage stellen lasse, formuliere Frisch seine eigenen Einwände gegen seine Wahl. Am Ende nehme Leuthold das zuerst als Fremdbestimmung erlebte Schicksal an, doch die Strategie der Problemverdrängung, mit der einer Frage nach alternativen Lebensvorstellungen ausgewichen werde und stattdessen die bürgerliche Existenz gemeinsam mit dem Leben an sich bejaht werde, lasse Frischs nach wie vor vorhandenen Widerstände gegen die eigene Entscheidung offenbar werden. Für Walter Schmitz distanzierte sich der junge Frisch mit dem Ausgang von Antwort aus der Stille zeitweise von der Literatur. Indem sich sein Held gegen die Sehnsucht nach dem Besonderen ausspreche, entscheide sich auch der Schriftsteller Max Frisch gegen den Anspruch auf Originalität. Es bleibe die Aussicht auf eine journalistisch-literarische Zukunft in festen, reproduzierenden Bahnen, die Frisch eine berufliche Umorientierung nahelege. Frisch erklärte zu seiner Lebensentscheidung in einem Interview mit Heinz Ludwig Arnold: „Ich habe mich dann ganz entschieden bekannt zu einer bürgerlichen Existenz, habe dann auch sehr bürgerlich geheiratet. Ich war also ein bewußter Bürger, einer, der Bürger sein will“.
Die Abkehr von der Kunst besiegelte Frisch mit einer symbolischen Verbrennung aller bisherigen Manuskripte im Herbst 1937: „Einmal wurde alles Geschriebene zusammengeschnürt, inbegriffen die Tagebücher, und alles dem Feuer übergeben. Ich mußte zweimal in den Wald hinaufgehen, so viele Bündel gab es […]. Das heimliche Gelübde, nicht mehr zu schreiben, wurde zwei Jahre lang nicht ernstlich verletzt.“ Urs Bircher sah einen Grund für Frischs Abkehr von der Literatur auch in der Angst, als Schriftsteller nicht zu genügen. Die Erzählung Antwort aus der Stille war zuvor vom engen Freund und Förderer Werner Coninx wie von Hermann Hesse, dem Frisch sie zur Begutachtung zugeschickt hatte, abgelehnt worden. Erst 1939, nachdem er im Zuge der Mobilmachung in die Schweizer Armee eingezogen wurde, wurde Frisch schriftstellerisch rückfällig und begann ein Tagebuch, das unter dem Titel Blätter aus dem Brotsack veröffentlicht wurde.

### Zeitgeschichtliche Einflüsse
Für Alexander Stephan war Antwort aus der Stille eine typische Erzählung für die Zeit ihrer Entstehung. Begrifflichkeiten wie „Leere“, „Nichts“ auf der einen Seite, „Sehnsucht“, „Antwort“ und „Vollendung“ auf der anderen Seite seien charakteristische Ausdrucksformen der Krisenstimmung und des pessimistischen Existentialismus der Zeit. Typisch sei auch der Rückzug auf die Natur, die dem Stadtmenschen erst echte Gefühle ermögliche. Jürgen H. Petersen sah einen noch weitergehenden Rückgriff auf das seit Georg Büchner in der deutschen Literatur präsente Gefühl der Daseinsleere. Max Frisch selbst bezeichnete Antwort aus der Stille später als eine „sehr epigonale Geschichte“.

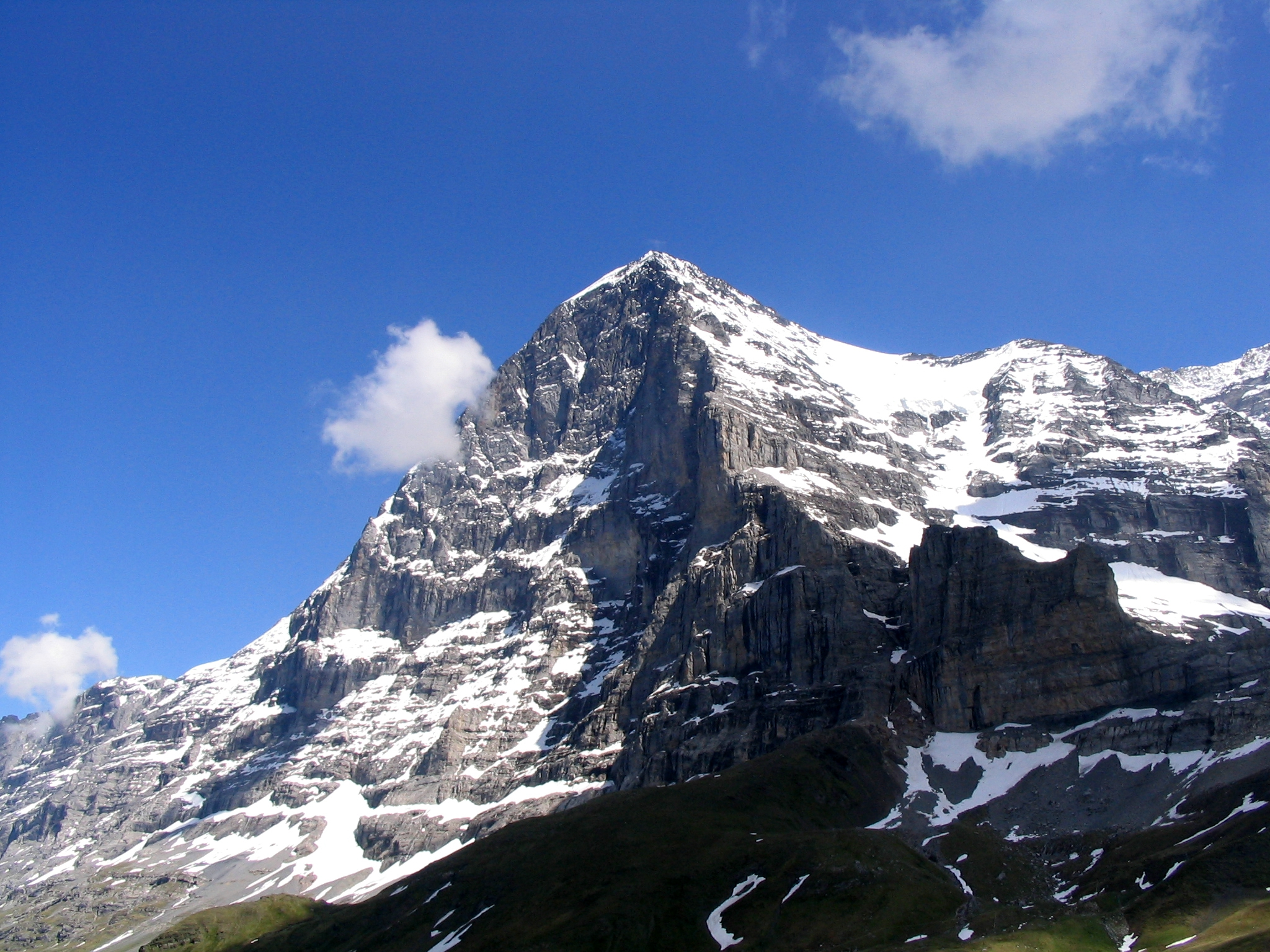
Die Eiger-Nordwand, Blick von Nordwesten

Die Thematik der Besteigung des Nordgrats eines Berges spielt auf Erstbesteigung der Eiger-Nordwand an. Um diese alpinistische Herausforderung war in den 1930er Jahren ein regelrechter Kult entstanden, bei Besteigungsversuchen kamen verschiedene Bergsteiger ums Leben. Die Erzählung bleibt allerdings unklar über den genauen Handlungsort. Der Berg wird nicht namentlich genannt, die Anspielung auf die französische Sprache im Text verweist auf die Alpen des Wallis. Emil Zopfi wies hingegen Ähnlichkeiten der beschriebenen Landschaft mit den Innerschweizer und Glarner Alpen nach, die Frisch von eigenen Bergtouren her kannte. Mit der Thematik der Eiger-Nordwand-Erstbesteigung griff Frisch auch einen Topos der NS-Propaganda auf. So hatte Adolf Hitler das Ziel ausgegeben, einen Deutschen als Erstbesteiger auf dem Gipfel zu sehen. Allerdings wies Peter von Matt im Nachwort der Neuausgabe darauf hin, dass die Besteigung Leutholds am Ende nicht als heroische Tat im Geist der Zeit gefeiert, sondern nebenbei abgehandelt werde. Sie bleibe ein Surrogat für die Suche nach dem Lebenssinn.
Gegenüber dem nationalsozialistischen Deutschland erlegte sich der junge Frisch laut Urs Bircher lange eine Schweizer „Gesinnungsneutralität“ auf. Auf einer Deutschlandreise im Jahr 1935 unterschied er streng zwischen dem Volk der Dichter und Denker und der nationalsozialistischen Führung und äußerte schwache Bitten, dass das Dritte Reich „die Rassenfrage nicht länger auf die Spitze treibe“. Trotz deutscher Bücherverbrennungen veröffentlichte Frisch bis zur Fusion 1938 mit dem nationalsozialistischen Erler Verlag  bei der Deutschen Verlags-Anstalt, so auch noch 1937 Antwort aus der Stille. Und auch in dieser Erzählung sah Bircher den Zeitgeist in Frischs ursprünglich unpolitisches Werk  Einzug halten. Mit der tätigen Eingliederung des Einzelnen und seiner Unterordnung in die Gemeinschaft nähere sich Frisch dem in der Schweiz aufkommenden Gedankengut der Geistigen Landesverteidigung an, das auch die folgenden Blätter im Brotsack bestimmte, und von dem sich Frisch erst in seinem späteren Werk, speziell im Dienstbüchlein, heftig distanzierte.

## Stellung in Frischs Werk
Für Urs Bircher war Antwort aus der Stille der Gegenentwurf zu Frischs Erstling Jürg Reinhart. Während der Protagonist damals „rein“ und „hart“ war, erweise sich Leuthold am Ende als allen Leuten hold. Die Entscheidung in Jürg Reinhart zum Künstlerleben, damals noch Frischs eigene Entscheidung, werde nun revidiert durch ein Ja zur bürgerlichen Existenz. Beiden Texten gemein sei die heroische Tat, in der sich die männliche Hauptfigur beweisen müsse. Dabei folgte Antwort aus der Stille laut Walter Schmitz dem Aufbau, den Frischs Erstling vorgezeichnet hatte. Als dessen Widerlegung werden die Themen nun in ihr Gegenteil verkehrt: Die Fahrt führe in die Berge statt wie bei Jürg Reinhart aufs Meer, die Tat werde gesucht, statt dass sie dem Helden zufalle, statt des Tötens eines Anderen gehe es um das Abtöten des Selbst, statt des Gewinns durch die Tat folge der Verzicht, statt des Bekenntnisses zum Ich das Aufgehen in der Partnerschaft.
In vielen Analysen wurde nach Spuren des späteren Werks in der frühen Erzählung gesucht. So fand Jürgen H. Petersen in Antwort aus der Stille zum ersten Mal ein Zentralthema Frischs gestaltet, den Ausbruch aus der bürgerlichen Welt. Das Utopia, in das Leuthold und Irene in ihren Träumen fliehen wollen, um ein wirkliches Leben zu leben, kehrte später in Bin oder Die Reise nach Peking in Form der chinesischen Hauptstadt, in Santa Cruz als Hawaii, in Graf Öderland mit dem Namen Santorin wieder. Peter von Matt sah in dem Motiv der zeitlich begrenzten, erfüllten Liebe zwischen Leuthold und Irene die Liebe ohne Schuld zwischen Max und Lynn aus Montauk vorweggenommen. Für Alexander Stephan war der Ausbruch Leutholds vergleichbar mit jenem des Bildhauers Anatol Stiller in Stiller. Das abschließende Bergidyll nach der Rückkehr Leutholds fand Stephan in abgewandelter Form im Schlusstableau zu Frischs zweiter, über 40 Jahre später entstandenen Bergerzählung Der Mensch erscheint im Holozän wieder.
Im Nachhinein distanzierte sich Frisch von den Hauptarbeiten seines Jugendwerks. So nannte er Jürg Reinhart einen „sehr jugendlichen Roman“, der „ganz in der Autobiographie stecken blieb“. Die Blätter aus dem Brotsack revidierte er in der späteren Veröffentlichung Dienstbüchlein. Dennoch war die Ablehnung bei keinem anderen Text so stark wie bei Antwort aus der Stille. Während Frisch sein sonstiges Frühwerk 1976 in die gesammelte Werkausgabe aufnahm, unterdrückte er Antwort aus der Stille vollständig und bekannte sich nur ungern zu der Erzählung. Im Gespräch mit Heinz Ludwig Arnold bezeichnete er sie als „sehr schlechtes“ Buch, gegenüber Volker Hage nannte er sie „einfach ein Schmarrn“.

## Rezeption

### Zeitgenössische Rezensionen
Antwort aus der Stille, erschienen in einem deutschen Verlag, wurde 1937 in der deutschen Literaturkritik überwiegend gelobt. So zog etwa Leonhard Beringer in der Literaturzeitschrift Die Literatur aufgrund der Naturbeschreibungen einen Vergleich mit dem im Dritten Reich populären Heimatdichter Josef Ponten, wenngleich Frisch „die Intensität dieses hohen Vorbildes“ nicht ganz erreiche. Kritischer waren die Töne der Neuen Zürcher Zeitung. Die Schweizer Tageszeitung sah die Erzählung in der Tradition deutscher Filme, „in denen die jungen Männer, weil sie das Bücherlesen, die humane Bildung, ja das Geistigsein beschwerlich und unnötig finden, den Pickel nehmen und auf Dreitausender klettern“. Allerdings wurde eingeräumt, dass es Frisch eher um die Beschreibung „seelischer Zustände“ als einem „Parforcestück des Muskels“ gehe. Doch auch in seiner Heimat fand Frisch Anerkennung. 1938 wurde dem Anfänger, der damals erst durch einen Roman und die Erzählung Antwort aus der Stille hervorgetreten war, der Conrad-Ferdinand-Meyer-Preis verliehen.

### Reaktionen auf die Neuausgabe
72 Jahre nach ihrer ersten Rezension, besprach die NZZ die Erzählung 2009 ein zweites Mal. Roman Bucheli sah nun in Antwort aus der Stille „nicht nur ein literaturhistorisches Dokument“, das „den Schriftsteller als Anfänger“ zeige. Er fand in der Erzählung bereits „fast alles Spätere im Kern angelegt“: „Hier sind die pathetischen, an sich und der Welt leidenden Figuren vorgezeichnet, die Frisch später, in allerdings subtilen Verwandlungen, unter den Namen Stiller, Gantenbein oder Geiser auftreten liess. Hier kann man erste Versuche in kühnen, fast filmischen Schnitten des Erzählflusses beobachten. Und nicht zuletzt gibt das Buch eine Anschauung davon, wie Frisch das Seelenleben seiner Frauenfiguren mit Phantasien und Projektionen seiner Männer ausstaffiert. Diese Neuausgabe war längst überfällig.“
Pia Reinacher sah dagegen in der Neupublikation „angesichts der Schwäche dieses frühen Textes […] eine unglückliche Entscheidung.“ Die Erzählung sei nicht mehr als eine „Fingerübung eines pröbelnden, sich testenden Nachwuchsschriftstellers“, der sie „mit einer Mischung aus Verstiegenheit und Pathos aufwerten wollen und in einer mehr oder weniger naiven Sprache umgesetzt“ habe. Sie wirke „heute hochgradig kitschig und rührselig“ und vermittle Neulesern „ein schiefes Bild des bedeutenden Schriftstellers“. Für Lothar Müller war Antwort aus der Stille „das epigonale Echo eines bereits in den dreißiger Jahren ausgelaugten Stils, der nach metaphysischen Großbegriffen gierte“. Er zog Vergleiche zu Hans Carossa und Ernst Wiechert und gelangte zum Fazit: „Es war eine notwendige Tat, dass Max Frisch diese Bergerzählung verwarf. Weil sie die Gründe dafür vor Augen rückt, ist diese Neuauflage willkommen.“
Für Hermann Schlösser „gelangen dem jungen Max Frisch zwar einige schöne psychologische Feinzeichnungen, doch springt ebenso deutlich ins Auge, dass das Buch eine Fülle pathetischer und sentimentaler Passagen enthält“, so dass er sich Frischs späterer Wertung vom „Schmarrn“ nicht verschließen konnte. Helmut Böttiger urteilte: „Sprachlich ist diese Erzählung des 25-jährigen Frisch pathetisch-hölzern und gleichzeitig sehr schlicht. Nur als Vorstufe zu seinem späteren Werk ist sie interessant. Wer kein ausgesprochener Frisch-Fan ist, wird sich verwundert die Augen reiben.“ Ingeborg Gleichauf empfahl dagegen: „Vielleicht hat man am meisten von diesem Text, wenn man das, was zur eigenen Frisch-Sozialisation gehört, vergisst und sich dem Strudel eines eben beginnenden Schriftstellerlebens überlässt.“
Christopher Bartmann bezeichnete die Erzählung als „Frischs Jugendsünde“, und er befand: „In diesem Buch ist nicht nur geschlechtermäßig noch alles Vorkrieg. Die Probleme, um die es geht, teilt Frisch mit dem Fin de Siècle, die Sprache kommt wohl irgendwie von Gottfried Keller her, das heißt, sie ist, manchmal und immer wieder, sehr schön.“ Frisch teile zwar den „Heldenkult dieser Zeit“, beziehe ihn aber „ausschließlich auf seine eigenen Existenznöte […]. Die Fragen, die Frischs Schreiben antreiben, die berühmt gewordenen Fragen nach der Identität unserer Identität von Stiller zu Gantenbein und bis zu dem herrlichen Alterswerk Der Mensch erscheint im Holozän, sind in der kleinen, unglücklichen Antwort aus der Stille allesamt schon präfiguriert.“ So bekam Bartmann am Ende „Lust, wieder einmal Frisch zu lesen, wenn auch nicht unbedingt den frühen.“ Marcel Hänggi machte sich schließlich Gedanken um den Verfasser: „Wer sich für Max Frisch interessiert und sonst alles von ihm gelesen hat, wird die zwei Stunden Lektüre nicht bereuen. Aber der Autor, dem das peinlich wäre, tut einem posthum schon ein bisschen leid.“

### Textausgaben
- Max Frisch: Antwort aus der Stille. Eine Erzählung aus den Bergen. Deutsche Verlags-Anstalt, Stuttgart 1937. (Erstausgabe)
- Max Frisch: Antwort aus der Stille. Suhrkamp, Frankfurt am Main 2009, ISBN 978-3-518-42128-4.

### Sekundärliteratur
- Walter Schmitz: Max Frisch: Das Werk (1931–1961). Studien zu Tradition und Traditionsverarbeitung. Peter Lang, Bern 1985, ISBN 3-261-05049-7, S. 52–57.
- Walburg Schwenke: Was bin ich? – Gedanken zum Frühwerk Max Frischs. In: Walter Schmitz (Hrsg.): Max Frisch. Suhrkamp, Frankfurt am Main 1987, ISBN 3-518-38559-3, S. 63–91, zu Antwort aus der Stille S. 79–85.